# تپه قلعه کهنه مود
تپه قلعه کهنه مود مربوط به دوران‌های تاریخی پس از اسلام است و در شهرستان سربیشه، روستای مود واقع شده و این اثر در تاریخ ۲۴ تیر ۱۳۸۲ با شمارهٔ ثبت ۹۲۶۰ به‌عنوان یکی از آثار ملی ایران به ثبت رسیده است.